# 5.ª División de Montaña (Alemania)
La  5ª División de Montaña  (5. Gebirgs-Division) fue una unidad del Heer que participó en la Segunda Guerra Mundial.

## Historia
Fue creada en la región austríaca del Tirol en octubre de 1940 con fuerzas de la 1.ª División de Montaña y de la 10.ª División de Infantería. Su primera intervención tiene lugar en el año 1941 en la conocida como Campaña de los Balcanes, participando en la Operación Marita y en la Batalla de Creta. 
Relevada en noviembre, en abril de 1942 es enviada al Frente del Este en el Grupo de Ejércitos Norte en la zona del río Vóljov al este de Leningrado y participa también en el Sitio de Leningrado. 
En abril de 1943 fue destinada a los Alpes italianos, rindiéndose a las tropas norteamericanas en la ciudad de Turín en mayo de 1945.

## Unidades
- 85. Gebirgsjäger-Regiment
- 100. Gebirgsjäger-Regiment
- 95. Aufklärungs-Bataillon
- 95. Panzerjäger-Bataillon
- 73. leichte Flak Batterie (Luftwaffe)
- 95. Gebirgs-Artillerie-Regiment; I. - IV. Abteilung
- 95. Gebirgs-Pionier-Bataillon
- 95. Nachrichten-Bataillon
- 95. Nachschubtruppen

## Comandantes
- Julius Ringel (1 de noviembre de 1940 a 10 de febrero de 1944.